# Lista episoadelor din Another
Lista episoadelor din Another cuprinde episoadele din anime-ul Another, care acum 26 de ani, într-o clasă din anul trei dintr-o școală generală, era un elev numit Misaki. Ca un elev onorabil, ce era bun și la sporturi, fermecătorul băiat era popular printre colegii lui. Când el a murit din senin, colegii lui au decis să continue de parcă el era încă în viață până la absolvire. Apoi, în primăvara anului 1998, un băiat numit Kouichi Sakakibara se transferă în acea clasă și devine suspicios în legătură cu atmosfera înfricoșătoare din acea clasă. Mai ales că, acolo este o fată frumoasă, distantă numită Misaki Mei ce poartă un petic de ochi și stă mereu singură desenând.

### Episoade

#### Another
Această listă cuprinde episoadele din anime-ul Another.
1. Schiță nefinisată
2. Proiect
3. Lucru la oase
4. Pune carne
5. Construiește picioare
6. Față în față
7. Articulație
8. Păr zburlit
9. Pictură sângeroasă
10. Ochi de sticlă
11. Machiaj
12. Îndură singur

### OVA

#### Another OVA
Această listă cuprinde OVA, OVA-urile fiind episoade care arată un trecut al unui personaj sau o întâmplare nearătată în episoade.
1. Celălalt